# Magno de Nísibis
Magno (em latim: Magnus) foi um iatrosofista pagão romano do século IV, nativo de Nísibis, na Mesopotâmia. Ele e Oribásio foram pupilos de Zenão de Chipre. Lecionou com sucesso em Alexandria, onde uma escola pública foi criada por ele. Foi citado como professor de medicina no Egito em 364 na epístola 1208 do sofista Libânio. Foi novamente citado no Egito em 388 na epístola 843. Magno foi autor de Sobre a Urina (Περι ουρων) e um epigrama sobre Galeno. Paladas dedicou-lhe um epigrama em sua morte.